# Jean Paulhan
Jean Paulhan (n. 2 decembrie 1884, Nîmes, Gard – d. 9 octombrie 1968, Neuilly-sur-Seine) a fost un scriitor, critic literar și publicist francez, director al renumitei revistei literare Nouvelle Revue Française din 1925 până în 1940 și din 1946 până în 1968.
Ca membru al Academiei Franceze, a ocupat Fotoliul 6, între 1963–1968, fiind urmat de Eugen Ionescu (1970–1994) .
Scriitoarea Anne Desclos a dezvăluit că a scris faimosul roman Povestea lui O ca pe o serie de scrisori de dragoste adresate iubitului ei, Jean Paulhan, în urma remarcii acestuia că nu crede că o femeie poate să scrie un roman erotic.

## Opere
- Les Hain-Tenys Merinas (Geuthner, 1913, reeditată în 2007)
- Le Guerrier appliqué (Sansot, 1917 ; Gallimard 1930, reeditată în 2006)
- Jacob Cow le Pirate, ou Si les mots sont des signes (1921)
- Le Pont traversé (1921, reeditată în 2006)
- Expérience du proverbe (1925)
- La Guérison sévère (1925, reeditată în 2006)
- Sur un défaut de la pensée critique (1929)
- Les Hain-Tenys, poésie obscure (1930)
- Entretien sur des faits-divers (1930, 1945)
- L'Aveuglette (1952)
- Les Fleurs de Tarbes ou La terreur dans les Lettres (1936, 1941)
- Jacques Decour (1943)
- Aytre qui perd l'habitude (1920, 1943, reeditată în 2006)
- Clef de la poésie, qui permet de distinguer le vrai du faux en toute observation, ou Doctrine touchant la rime, le rythme, le vers, le poète et la poésie (1945)
- F.F. ou Le Critique (Gallimard, 1945; reeditată în by Éditions Claire Paulhan, 1998)
- Sept causes célèbres (1946)
- La Métromanie, ou Les dessous de la capitale (1946, reeditată în 2006)
- Braque le Patron (1946)
- Lettre aux membres du C.N.E. (1940)
- Sept nouvelles causes célèbres (1947, reeditată în 2006)
- Guide d'un petit voyage en Suisse (1947, reeditată în 2006)
- Dernière lettre (1947)
- Le Berger d’Écosse (1948, reeditată în 2006)
- Fautrier l'Enragé (1949)
- Petit-Livre-à-déchirer (1949)
- Trois causes célèbres (1950)
- Les Causes célèbres (1950, reeditată în 2006)
- Lettre au médecin (1950, reeditată în 2006)
- Les Gardiens (1951, reeditată în 2006)
- Le Marquis de Sade et sa complice ou Les revanches de la Pudeur (1951)
- Petite préface à toute critique  (1951)
- Lettre aux directeurs de la Résistance (1952)
- La Preuve par l'étymologie (1953)
- Les Paroles transparentes, avec des lithographies de Georges Braque (1955)
- Le Clair et l'Obscur (1958)
- G. Braque (1958)
- De mauvais sujets, gravures de Marc Chagall (1958, reeditată în 2006)
- Karskaya (1959)
- Lettres (1961)
- L'Art informel (1962)
- Fautrier l'enragé (1962)
- Progrès en amour assez lents (1966, reeditată în 2006)
- Choix de lettres I 1917-1936, La littérature est une fête" (1986)
- "Choix de lettres II 1937-1945, Traité des jours sombres" (1992)
- Choix de lettres III 1946-1968, Le Don des langues (1996)
- La Vie est pleine de choses redoutables (Seghers,; reeditată în by Claire Paulhan, 1990)
- "Lettres de Madagascar, 1907-1910", Éditions Claire Paulhan (2007)
- "Œuvres complètes", edited by Bernard Baillaud, Volume I, Gallimard (2006).

## Academia Franceză
| Predecesor: Pierre Benoit | Fotoliul 6 L'Académie française 1963 – 1968 | Succesor: Eugen Ionescu |